# ホセ・イグナシオ・ガルメンディア
ホセ・イグナシオ・ガルメンディア（José Ignacio Garmendia Suárez、1841年3月19日 - 1925年6月11日）はアルゼンチンの軍人、画家、著述家である。パラグアイと、アルゼンチンなどが戦ったパラグアイ戦争で将校として軍を指揮し、退役後、戦争に関する多くの絵画、著作を残した。

## 略歴
ブエノスアイレスで生まれた。父親はトゥクマン州の政治家、José Ignacio Garmendia y Alurraldeで、若くして軍人となり、ブエノスアイレスの第一連隊に参加し、マルティン・ガルシア島での任務を終えると士官に昇進した。20歳の時、アルゼンチン内戦におけるパボンの戦い(Batalla de Pavón)に参加し、バルトロメ・ミトレの側の勢力の勝利によって、大尉に昇進した。リオデジャネイロで大使館の武官として勤務した後、1864年にパラグアイ戦争が始まると連隊の指揮官として戦争にに参加した。1870年まで続いた戦争中に多くの記録とスケッチを残し。新聞「La Tribuna」に戦争の経過を寄稿していた。
パラグアイ戦争が終わった後も軍務に従事し、パタゴニアをアルゼンチンの支配下とするための「砂漠の征服作戦(Conquista del Desierto)」に参加した。1880年に政変が起きて軍を退役し、退役中はパラグアイ戦争に関する著作の準備を行った。1882年に軍に復帰し、後に士官学校の校長も務めた。1904年に最終的に退役した。アルゼンチンの軍事史の記録を残し、パラグアイ戦争に関する絵画はこの戦争に参加し、戦争画家となったカンディド・ロペスが発表した戦場の写真や戦争中に自らが残したスケッチをもとに描かれた。

## 作品

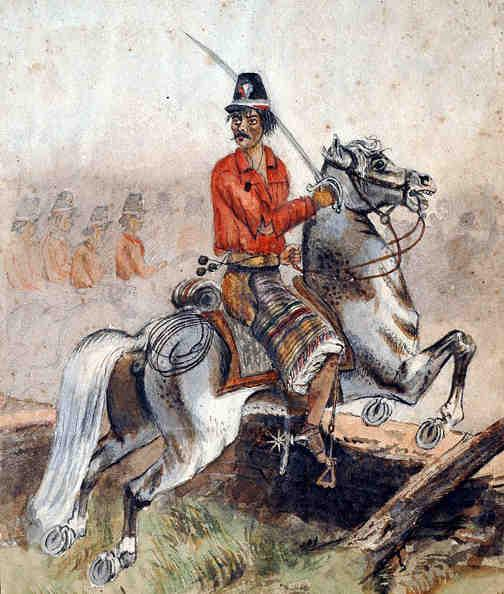
パラグアイの騎兵隊
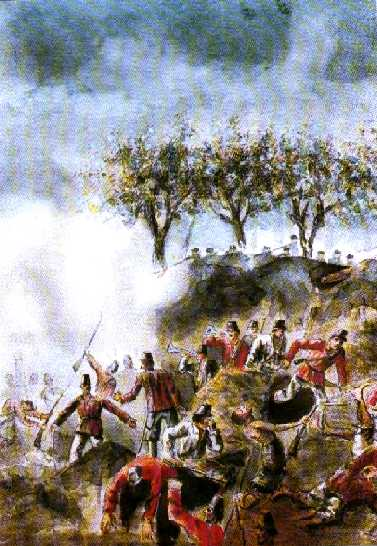
Acaguazá の戦い
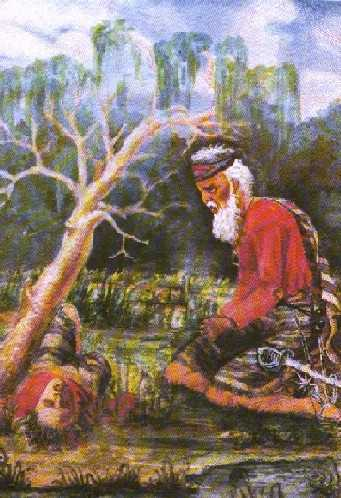
息子の兵士を見るパラグアイ人
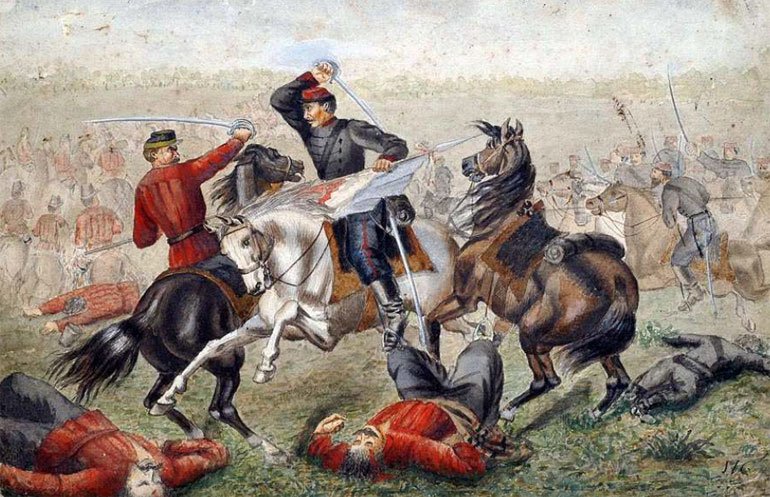
Paso de la Patriaの戦闘